# World Trade Center 5

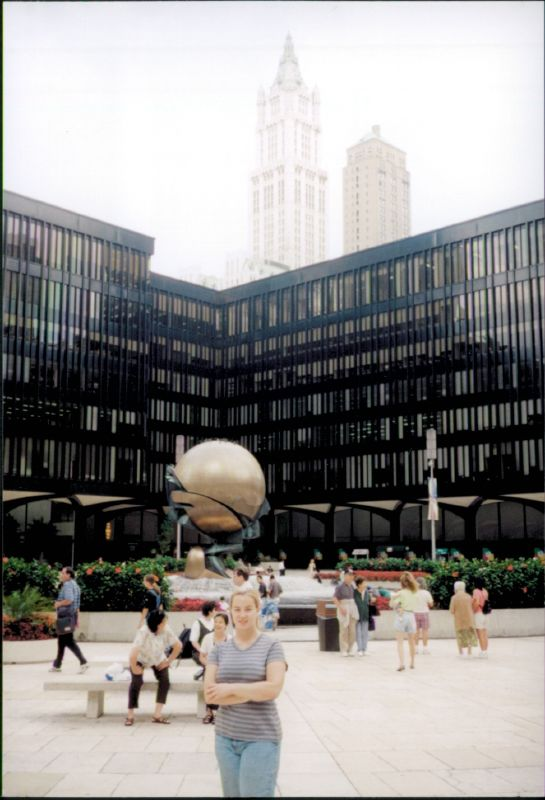
WTC 5 hinter der Skulptur Große Kugelkaryatide N.Y. am zentralen Platz Austin J. Tobin Plaza. Im Bildhintergrund sichtbar die Spitzen von Woolworth Building (links) und Transportation Building.

Das World Trade Center 5 (WTC 5 oder Northeast-Plaza-Building) gehörte zu dem Gebäudekomplex des bei den Terroranschlägen am 11. September 2001 zerstörten World Trade Centers.
Das Gebäude war im Gegensatz zu den beiden Zwillingstürmen ein niedriges Gebäude und hatte wie das World Trade Center 4 neun Stockwerke. Genutzt wurde es vor allem als Bürogebäude, im Erdgeschoss war es wie die anderen Gebäude des World Trade Center mit dem unterirdischen Einkaufszentrum Mall at the World Trade Center verbunden. Im Haus angesiedelt war das Büro der Polizei der Hafenbehörde, das vor allem mit dem Schutz der Gebäude beauftragt war. Bei den Aufräumarbeiten am Ground Zero New York wurde das Gebäude aufgrund der hohen Schäden abgerissen.

Lage des WTC 5 in Manhattan
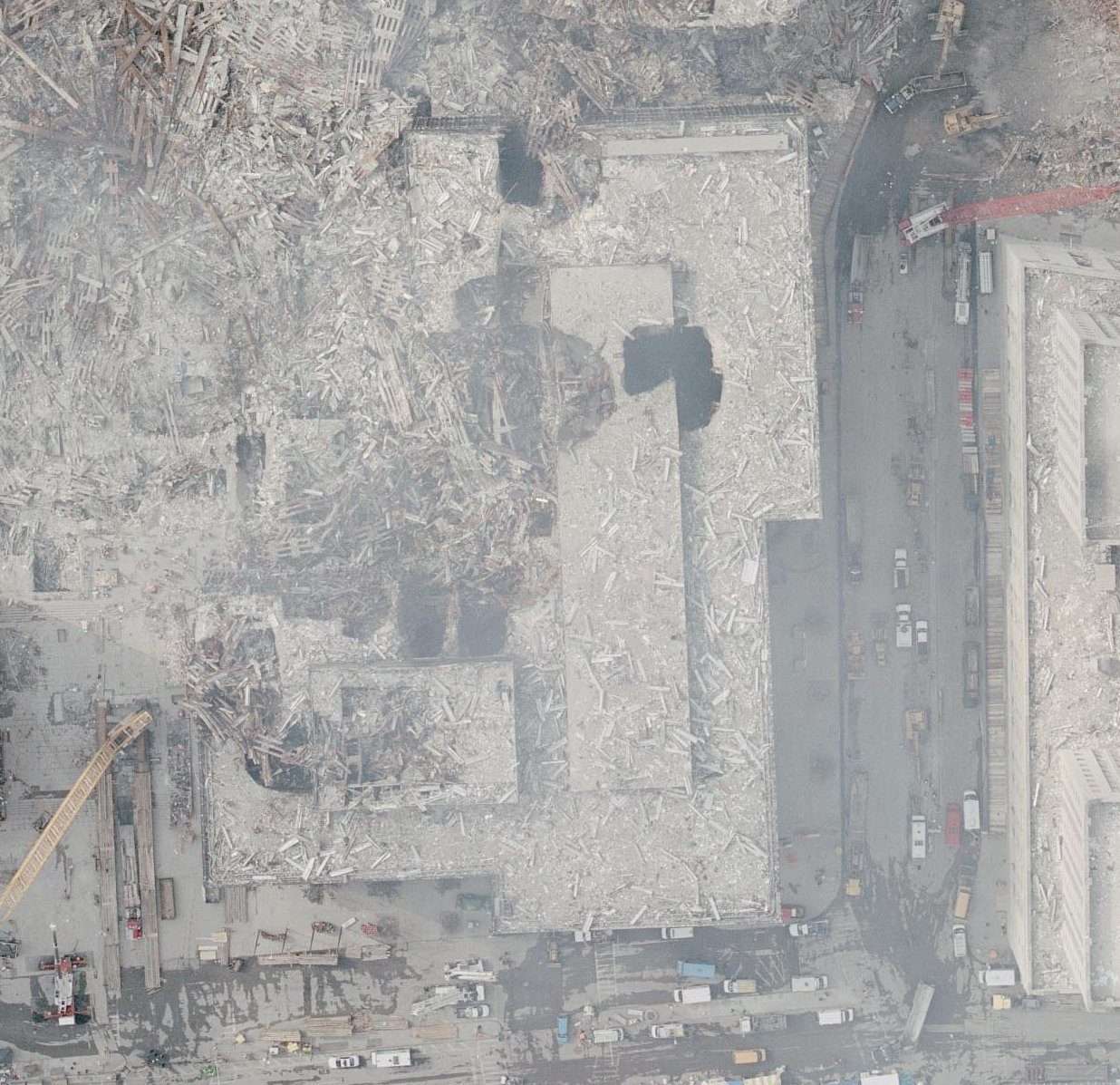
Senkrechtaufnahme des stark beschädigten WTC 5 im September 2001